# Ficus carica

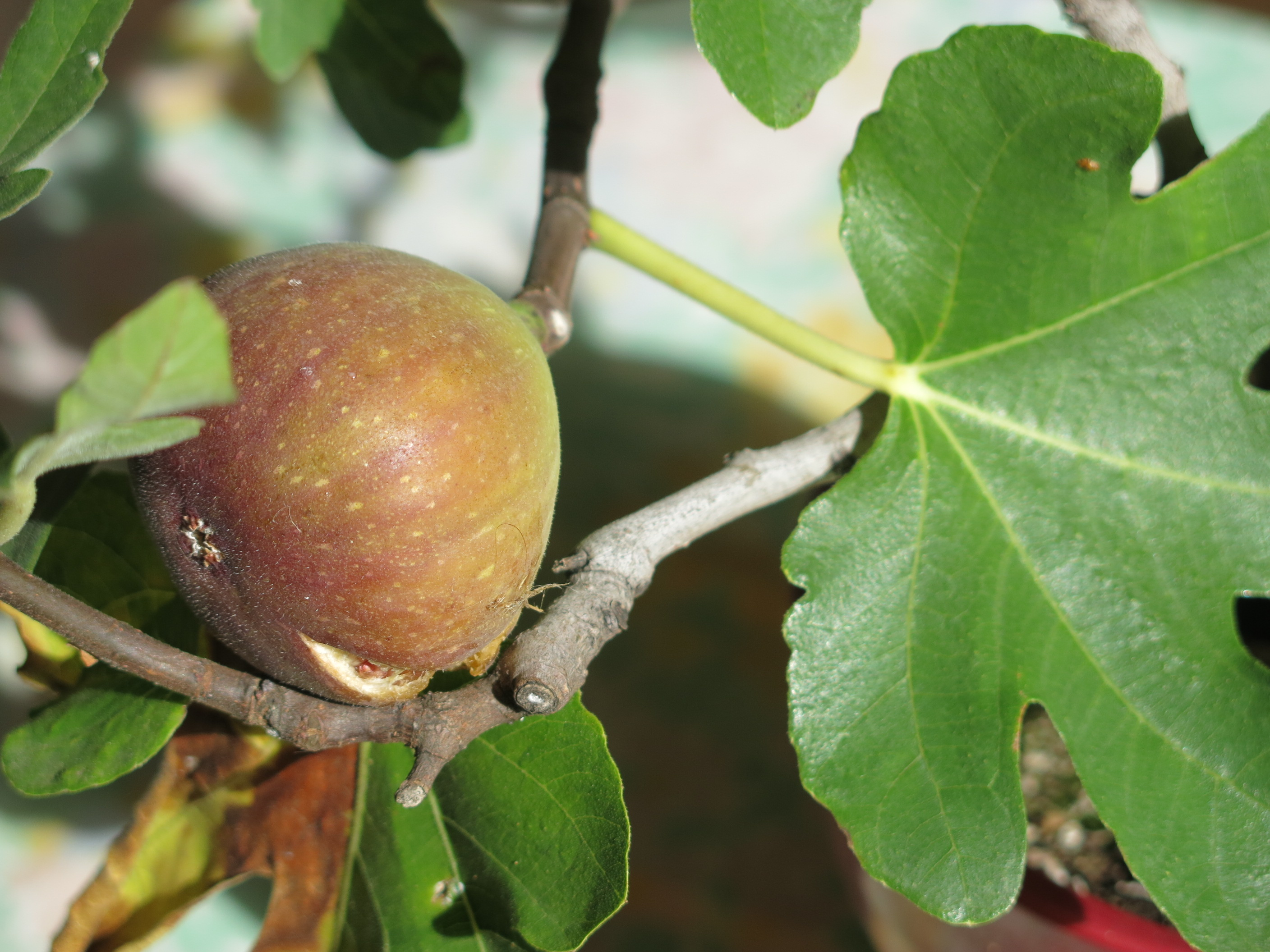
Higuera

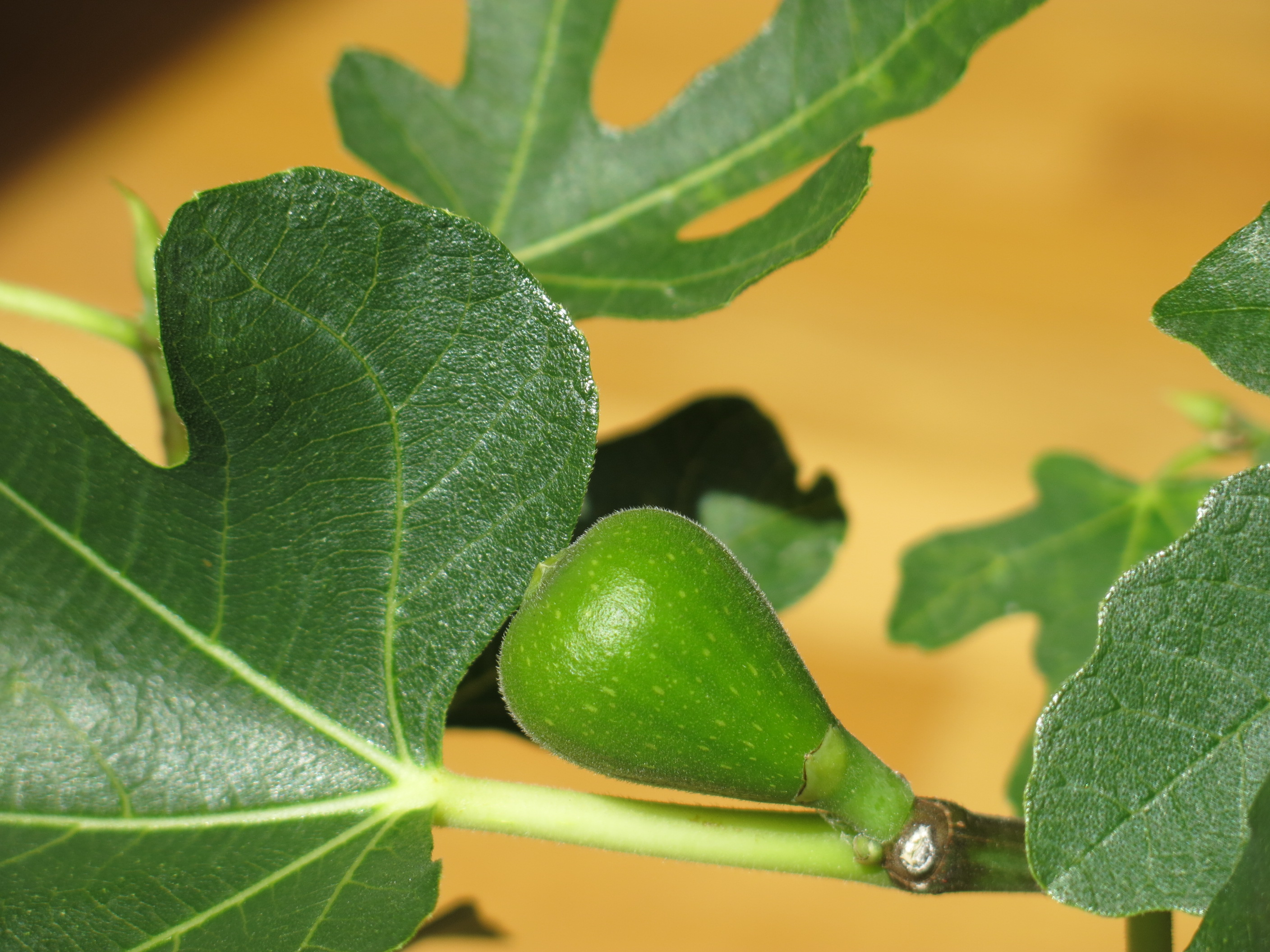
Higuera

Ficus carica, de nombre común higuera, es una de las numerosísimas especies del género Ficus, de la familia de las moráceas, cuya infrutescencia es el higo. Originario de Asia sudoccidental, crece ahora espontáneamente en torno al Mediterráneo y en otras regiones del mundo.

## Descripción

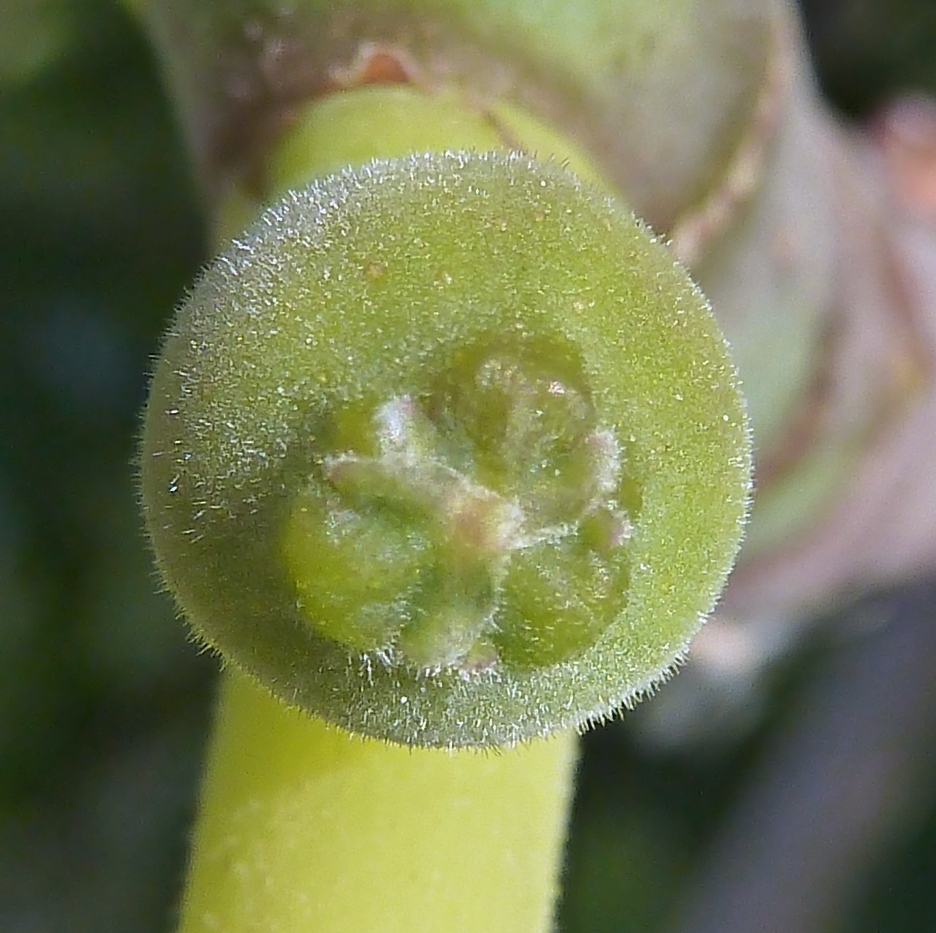
Ostíolo apical aún cerrado de un sicono en pre-antesis: se abrirá más tarde para el paso de las avispas polinizadoras.

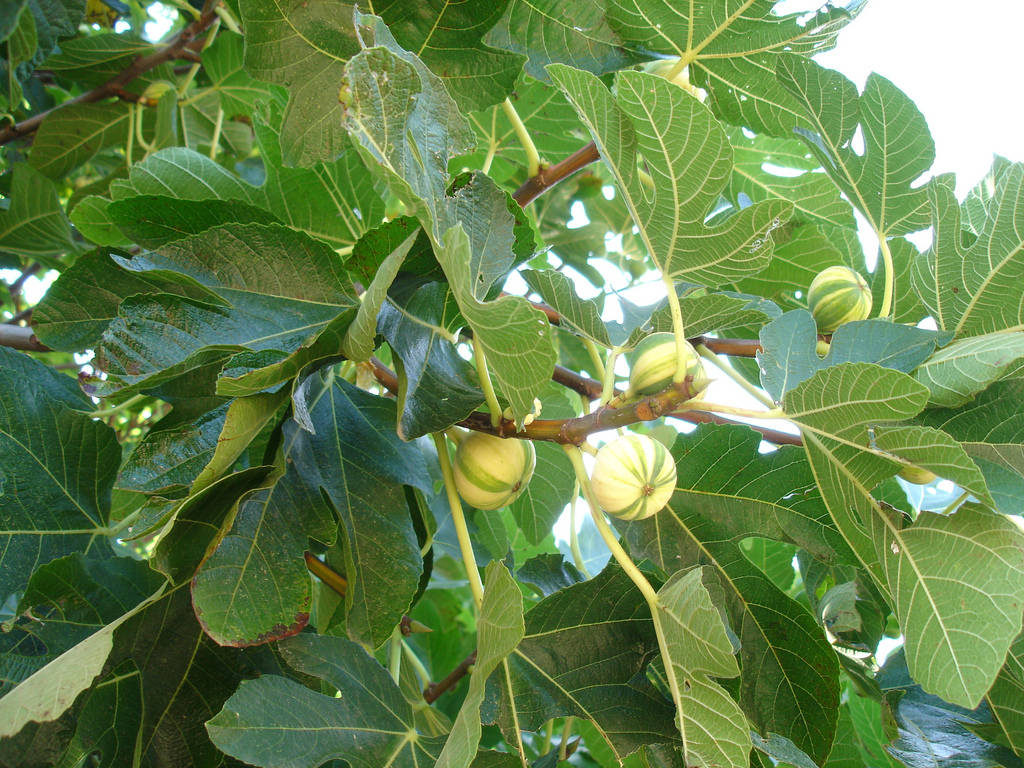
Cultivar de F. carica var. 'Panascè'. Hojas y frutos bicolores. Variedad originada por mutación espontánea.

Árbol o arbusto caducifolio de porte bajo, su altura máxima es de 7-8 m. De copa muy abierta debido a su profusa ramificación, que a menudo surge casi a ras del suelo.

La corteza es lisa y de color grisáceo. Las hojas, de 12 a 25 cm de largo y 10 a 18 cm de ancho, son profundamente lobuladas, formadas por tres o siete folíolos, de color verde brillante y textura áspera.
La floración de esta especie es bastante compleja. Las flores de ambos sexos se encuentran encerradas en un receptáculo en forma de pera con una pequeña apertura apical (ostiolo). Las únicas flores masculinas están en las cercanías de la abertura, las demás son femeninas, algunas de ellas estériles. Estas flores originarán unos pequeños aquenios vulgarmente llamados pepitas, rodeados de un mesocarpio carnoso y que son los verdaderos frutos (o sea drupéolas) de la higuera. Al conjunto se le da el nombre de sicono (Del latín syconus, y este derivado del griego σῦκον - sŷkon 'higo'.higo).
La polinización la efectúan una especie de insectos himenópteros (pequeñas avispas) en un caso típico de simbiosis/mutualismo. Existe una especie de avispas adaptada a cada especie de higuera. Blastophaga psenes poliniza el higo común. La hembra penetra al sicono por el ostiolo, deposita sus huevos y allí muere después de polinizarlo. Cuando las crías nacen, los machos fecundan a las hembras que aún están en el ovario y mueren dentro, nunca salen. Las avispillas hembras fecundadas salen por el ostiolo llevándose consigo el polen de las flores masculinas.
Algunas higueras, llamadas bíferas o reflorecientes, producen dos cosechas al año; hacia fines de primavera las brevas, mayores que los higos, y los higos entre finales del verano y principios del otoño.
Existen tanto variedades dioicas (que producen flores de un único sexo en cada individuo) como monoicas (producen flores masculinas y femeninas en el mismo árbol). Los ejemplares masculinos de las variedades dioicas se conocen comúnmente como cabrahígos. Estas higueras suelen utilizarse para fecundar las higueras femeninas de la variedad esmirna, cultivadas en el Norte de África y Oriente Medio y conocidas en California (Estados Unidos) con el nombre de calymirna.
El método, llamado caprificación, consiste en colgar ramas de la higuera con higos masculinos, no comestibles, cerca de las higueras de fruto para que las avispas hembras vayan de una planta a otra y efectúen su polinización y fructificación.
En cambio, la mayoría de las variedades de consumo humano no necesitan este método, ya que son partenogenéticas y siempre dan fruto en ausencia de polinizador.

## Distribución y hábitat
Es poco exigente en cuanto a las cualidades del terreno, aunque su crecimiento es lento en terrenos secos. No es raro ver retoños o pies bastante desarrollados creciendo espontáneamente en farallones rocosos o viejos muros. El desarrollo de sus raíces es temido por mover los suelos donde están situadas. La higuera produce un látex irritante.
Las higueras cultivadas se reproducen mediante esquejes. Son muy resistentes a las condiciones adversas y se cultivan principalmente como árboles frutales de segunda categoría.

## Taxonomía
Ficus carica fue descrita por Carlos Linneo y publicado en Species Plantarum, vol. 2, p. 1059, en 1753.
Etimología
- Ficus, del latín ficus que designaba tanto la higuera como su "fruto", el higo.
- carica, otro vocablo latín para el higo; originario de la Caria (Καρία en griego), una región histórica situada al sudoeste de la actual Turquía.

Taxones infraespecíficos
Solo tiene uno aceptado: Ficus carica subsp. rupestris (Hausskn. ex Boiss.) Browicz.
Sinonimia
- Caprificus insectifera Gasp.
- Caprificus leucocarpa Gasp.
- Caprificus oblongata Gasp.
- Caprificus pedunculata (Miq.) Gasp.
- Caprificus rugosa (Miq.) Gasp.
- Caprificus sphaerocarpa Gasp.
- Ficus albescens Miq.
- Ficus burdigalensis Poit. & Turpin
- Ficus caprificus Risso
- Ficus colchica Grossh.
- Ficus colombra Gasp.
- Ficus communis Lam.
- Ficus deliciosa Gasp.
- Ficus dottata Gasp.
- Ficus globosa Miq.
- Ficus hypoleuca Gasp.
- Ficus hyrcana Grossh.
- Ficus kopetdagensis Pachom.
- Ficus latifolia Salisb.
- Ficus leucocarpa Gasp.
- Ficus macrocarpa Gasp.
- Ficus neapolitana Miq.
- Ficus pachycarpa Gasp.
- Ficus pedunculata Miq.
- Ficus polymorpha Gasp.
- Ficus praecox Gasp.
- Ficus regina Miq.
- Ficus rugosa Miq.
- Ficus silvestris Risso
- Ficus rupestris (Hausskn. ex Boiss.) Azizian[8]

#### Cultivares

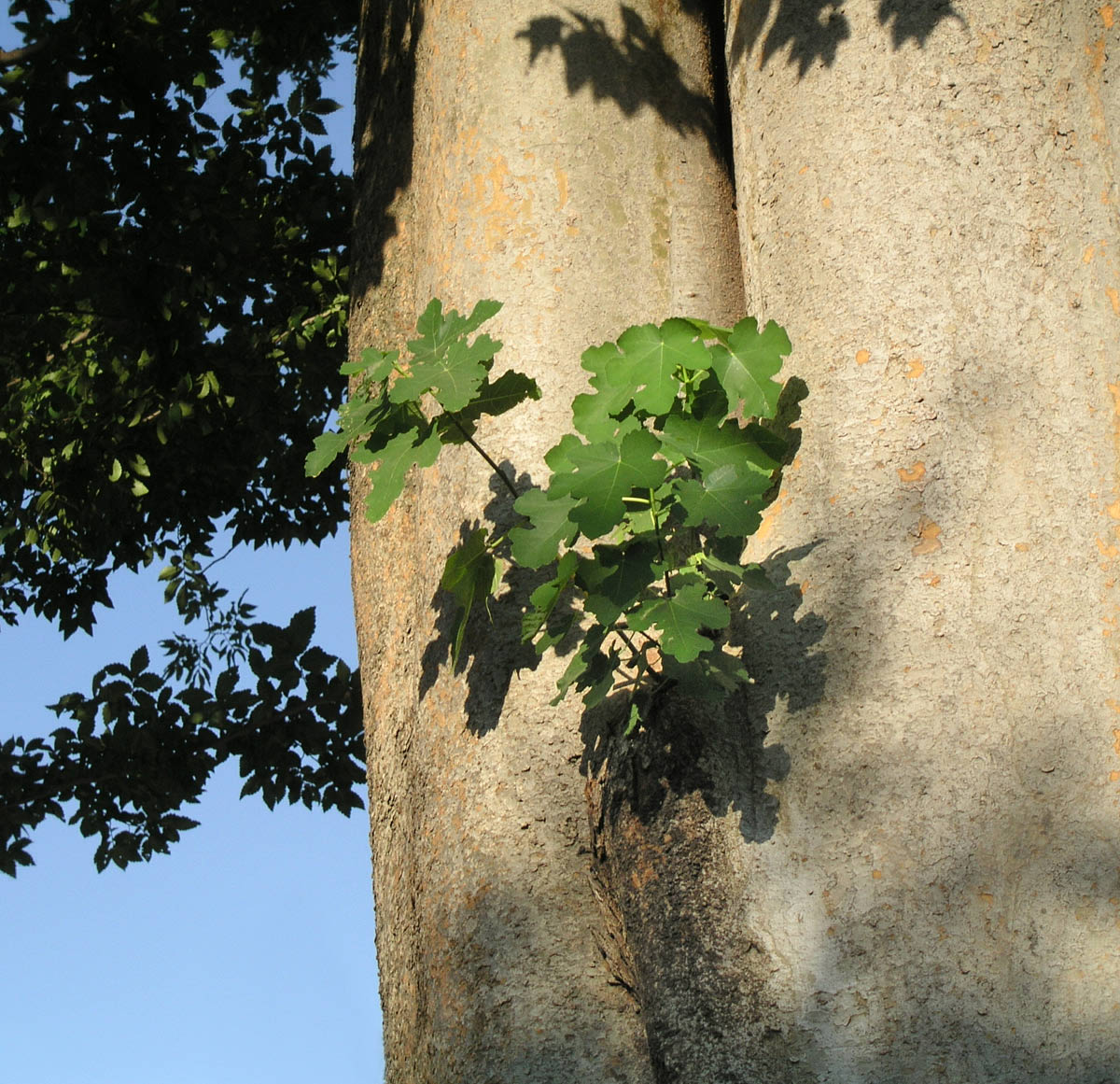
Higuera creciendo sobre un tronco de olmo del Cáucaso (Zelkova carpinifolia).

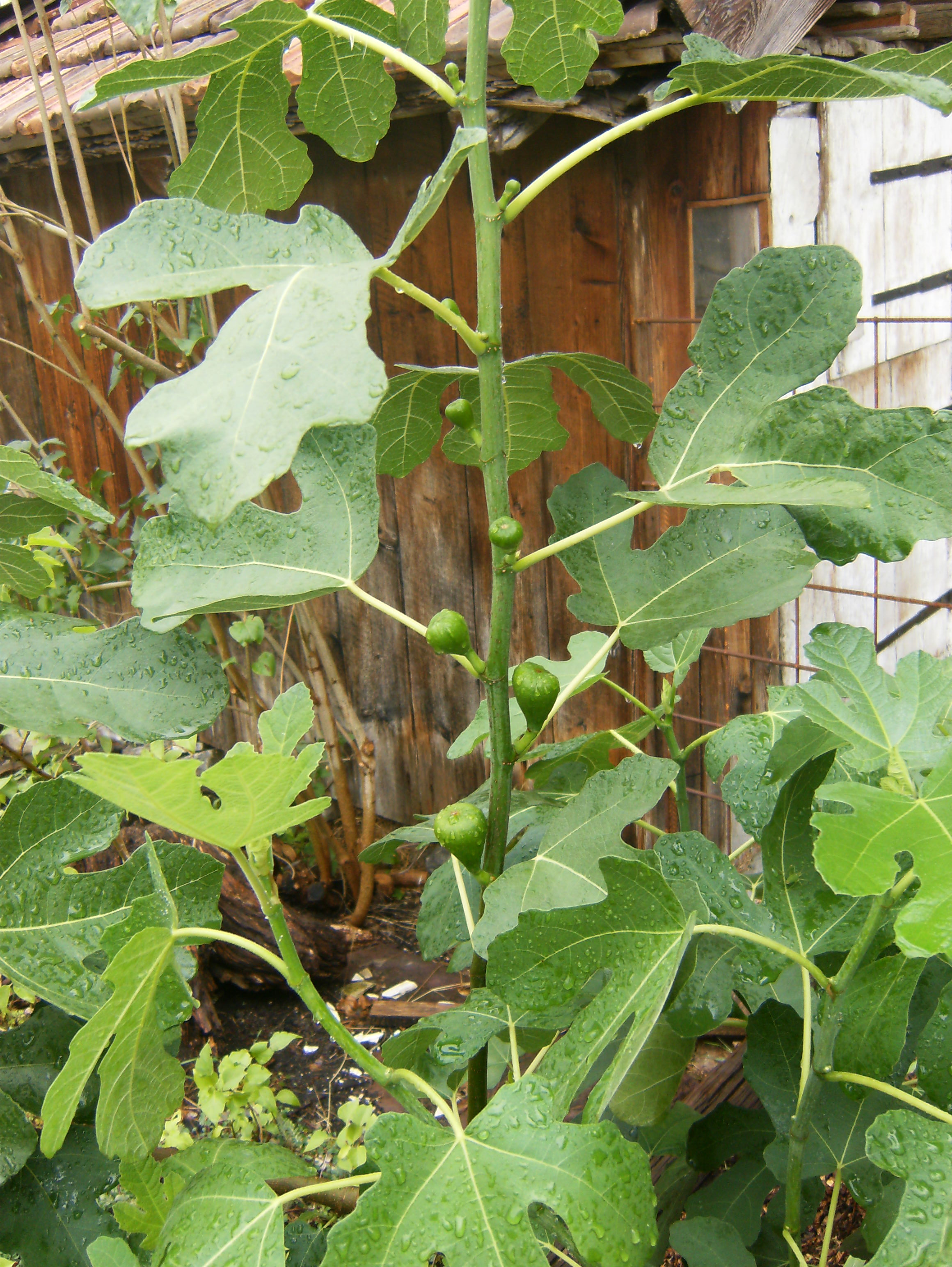
Detalle de las hojas.

- Abate
- Abruzzi
- Acciano
- Adam
- Adriano
- Ak-inzhyr Kuruzhdeiskii
- Ak-inzhyr Koinekashirskii
- Albo
- Allegro
- Amator
- Anacapa
- Albo
- Bellaca
- Bergunya
- Boba
- Bonilla
- Boyuna
- Brunswick
- Butxaca
- Calabacita
- Canaria
- Challuabamba
- Chilena
- Cochinchina
- Constans
- Crosne
- Gobernador
- Gomera
- Granadina
- Granito
- Guachapala
- Guarinta
- Guayaquil
- Hrvatska Smokva
- Hunt
- La Casta
- La Marseillaise
- Lardaro
- Latza
- Sequoia
- Sierra

## Historia
El higo es una de las primeras plantas cultivadas por el hombre. Un artículo publicado en junio de 2006 en la revista Science constataba el hallazgo de nueve higos subfosilizados de tipo partenocárpico fechados alrededor de 9400-9200 a. C. en el poblado neolítico Gilgal I, en el Valle del Jordán. El hecho de que estos frutos procedieran de una especie estéril sugiere que la plantación fue intencionada, con los investigadores consideran que F. carica pudo haber sido la primera planta domesticada, alrededor de mil años antes de la domesticación del trigo, la cebada y las legumbres.
La higuera ya se cultivaba en el Antiguo Egipto. El egiptólogo Adolf Erman relataba en su obra Aegypten und aegyptisches Leben im Altertum (La vida en el Antiguo Egipto) cómo los egipcios domesticaban monos para recoger los frutos, ya que las ramas eran demasiado débiles para soportar su peso.
Los higos formaban parte de la dieta alimenticia de los romanos. Arqueólogos británicos han descubierto restos de higos entre la basura de una gran fosa séptica, bajo un edificio de la antigua Herculaneum, sepultada por las cenizas tras la erupción del Vesubio en 79  a. C.
Catón el Viejo enumera diversas variedades de higueras en su obra De Agri Cultura y cómo proceder a su propagación y trasplante de la higuera. Uno de los capítulos del Libro de Apicius, el más antiguo tratado de cocina de la Roma Imperial, versa sobre la conservación de los higos frescos y otras frutas. 
En la Roma antigua el árbol era considerado sagrado como mito fundacional, ya que Rómulo y Remo fueron amamantados por la loba Luperca bajo una higuera.

### Uso medicinal

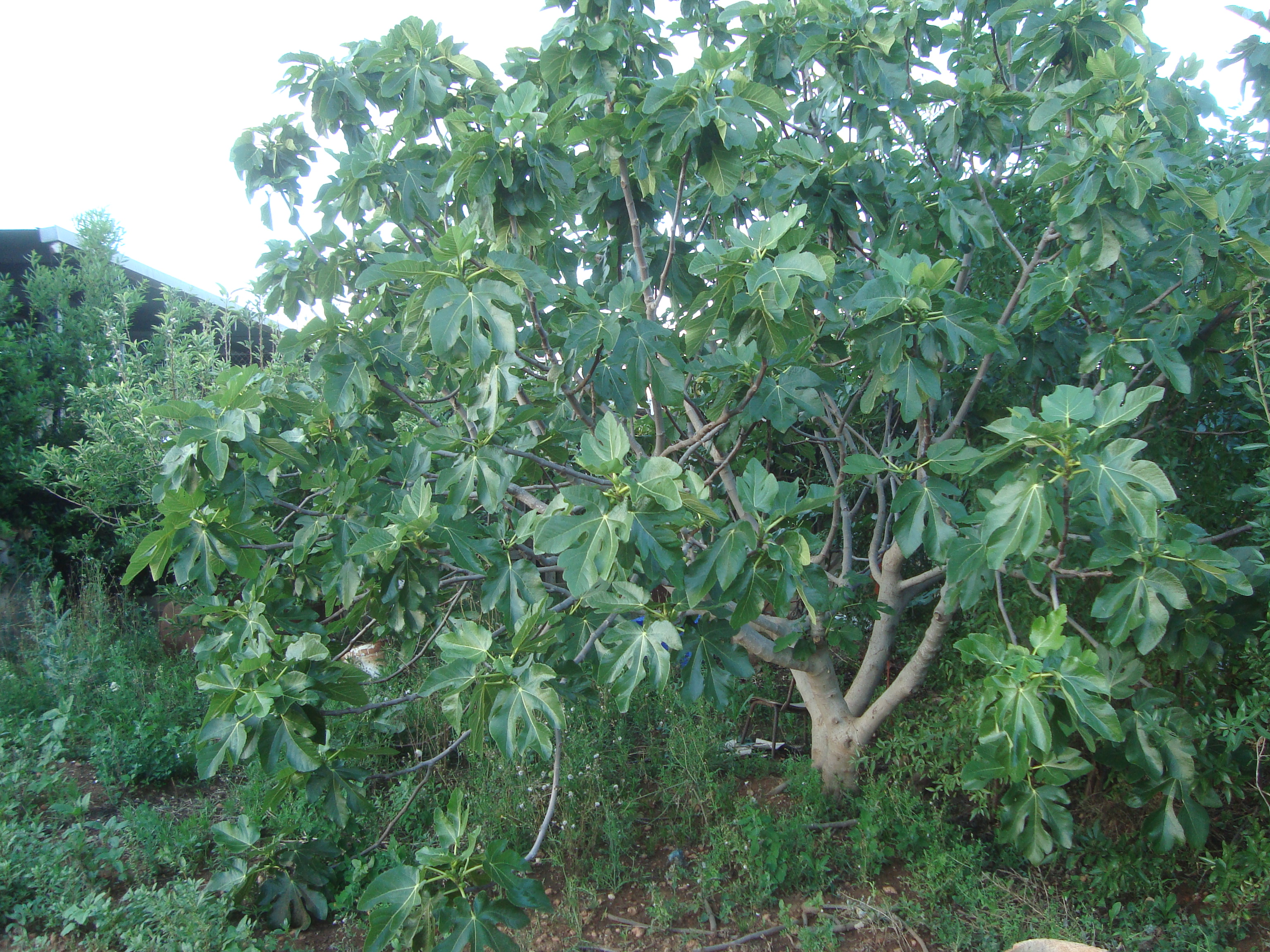
Árbol adulto.